# ریش‌ماهی
ریش‌ماهی (به انگلیسی: Beardfish)، نام یک گروه از رده پرتوبالگان است.